# Schmalenbach (Löhbach)
Der Schmalenbach ist ein knapp zwei Kilometer langes Fließgewässer in Halver im nordrhein-westfälischen Märkischer Kreis. Er ist ein südöstlicher und linker Zufluss des  Löhbachs.

## Geographie

### Verlauf
Der Schmalenbach entspringt unterhalb der Stadt Halver und östlich des gleichnamigen Hofs in der Flur Im Hahnenbeut auf einer Höhe von 403 m ü. NHN. Die Quelle liegt direkt nördlich der nach Radevormwald führenden B 229.
Er fließt, begleitet von der B 229,  in fast westlicher Richtung zunächst durch Felder, dann durch einen Nadelwald und wird danach auf seiner linken Seite vom Schlotsiepen gespeist. Der Schmalenbach läuft nun nordwestwärts durch Ackerland am westlichen Rande eines kleinen Laubwaldes entlang und nimmt dann auf seiner rechten Seite den Kirchlöher Siepen auf.
Westlich von Eversberge wendet er sich nach Norden und mündet schließlich bei Beisen auf einer Höhe von 336 m ü. NHN von Süden und links  in den aus dem Ost-Nordosten heranziehenden Löhbach. 
Der etwa 1,7 km lange Lauf des Schmalenbachs endet ungefähr 67 Höhenmeter unterhalb seiner Quelle, er hat somit ein mittleres Sohlgefälle von circa 40 ‰.

### Einzugsgebiet
Das 0,956 km² große Einzugsgebiet des Schmalenbachs wird durch ihn über den Löhbach, die Ennepe, die Volme, die Ruhr und den Rhein zur Nordsee entwässert.
Es grenzt 
- im Norden und Nordosten an das Einzugsgebiet des Löhbachs
- im Süden an das des Bolsenbachs, der in die Ennepe mündet
- und ansonsten an das der Ennepe selbst.

Das Einzugsgebiet im Bereich des Oberlauf ist zum größten Teil bewaldet, ansonsten dominiert Ackerland.

### Zuflüsse
- Schlotsiepen, (links), 0,4 km[4]
- Kirchlöher Siepen (rechts), 0,3 km[4]

## Namengeber
Der Schmalenbach war der Namensgeber für den Hof Schmalenbach und dessen Bewohnerfamilie.